# Российский путепровод
Росси́йский путепрово́д — путепровод в Красногвардейском и Невском районах Санкт-Петербурга. Переброшен через железнодорожную линию Дача Долгорукова — Заневский пост в створе Индустриального и Российского проспектов.
Путепровод был открыт 14 декабря 2005 года. Прежде для связи Невского и Красногвардейского районов использовался расположенный в 700 м восточнее переезд в створе проспектов Солидарности и Наставников, который и поныне является действующим.
Проектировщиком было ОАО «Ленгипротранс», генподрядчиком — ЗАО «ПО „Возрождение“». Длина моста с подходами — 716 метров, длина эстакадной части — 430,7 метра, ширина — 35,8 метра.
15 мая 2014 года путепроводу присвоено название Российский — по проспекту.